# 丘小雄
丘小雄（1955年9月—2020年12月4日），男，广西陆川人，客家人，中华人民共和国政治人物。北京大学经济系77级毕业生。曾经担任国务院总理温家宝办公室主任。

## 生平
1972年10月参加工作，任广西贵县钢铁厂工人、干部、广西玉林地区工交办公室干部。1975年5月加入中国共产党。1978年至1982年就读于北京大学经济系。
1982年至1993年任中央办公厅秘书局干部、副处长、处长。1993年至1994年任中央财经领导小组办公室正处级干部。
1994年起任中央办公厅、国务院办公厅秘书（期间，1993年9月至1995年4月在中南工业大学学习，获工学硕士学位）。1999年1月任国务院办公厅温家宝（1998年3月至2003年3月任国务院副总理）秘书。2003年4月任国务院总理办公室主任。2003年6月任国务院研究室副主任、党组成员兼国务院总理办公室主任。2008年3月任国务院副秘书长、机关党组成员兼国务院总理办公室主任。
2011年5月任国家税务总局副局长、党组成员。2016年1月卸任国家税务总局副局长、党组成员职务。
2020年12月4日在北京離世，終年65歲。